# Lygropia atrinervalis
Lygropia atrinervalis là một loài bướm đêm trong họ Crambidae.